# Jean Ier de Faucogney
Pour les articles homonymes, voir Jean Ier.
Jean Ier de Faucogney est un noble comtois. Il fut seigneur de Faucogney et vicomte de Vesoul à partir de 1256,,.